# 동의과학대학교
동의과학대학교(東義科學大學校, Dong-Eui Institute of Technology)는 부산광역시 부산진구에 있는 대한민국의 사립 전문대학이다.

## 연혁
1972년 12월 14일, 학교법인 동의학원에 의하여 동의전문학교가 설립되었다. 이듬해 3월 개교하였다. 1976년 10월 16일, 동의공업전문학교로 교명을 변경하고, 1979년 1월 1일에 전문대학으로 개편되어 동의공업전문대학으로 교명을 변경한다.
1998년 5월 1일, 동의공업대학으로 교명을 변경한다. 2005년 3월 1일, 동의과학대학으로 교명을 변경하고, 2011년 12월 1일, 동의과학대학교로 교명을 변경하여 현재에 이르고 있다.

## 교육편제
동의과학대학교는 자체적으로 공학, 보건, 예체능, 인문사회, 자연과학 등 5개 계열을 편성하고 하위로 39개 학과를 편성하여 전문학사 학위 과정을 교수 중에 있다.

## 캠퍼스 풍경
동의과학대학교는 부산광역시 소재 사립 전문대학으로, 캠퍼스 규모는 비교적 작지만 조성된 캠퍼스 북부가 양정동에, 남부가 전포동에 위치한다. 캠퍼스에 약 12동의 건축물이 위치한다. 캠퍼스 서부, 수직으로 뻗은 진남로를 통해 동일 법인 설립 학교인 동의중학교를 거쳐 캠퍼스 남부로, 캠퍼스 북부 일대에 뻗어 있는 양지로를 통해 동일 법인 설립 학교인 동의공업고등학교와 성모여자고등학교 등을 거쳐 캠퍼스 북부로 각각 접근이 가능하다.
캠퍼스 북부, 진남로 일대에 부산여자대학교가 위치하며, 양지로 일대에 동일 법인 설립 학교인 동의대학교 양정캠퍼스가 위치한다.

## 같이 보기
- 동의대학교